# Aquarius/Let the Sunshine In
Medley: Aquarius/Let the Sunshine In (The Flesh Failures) (generalmente conocido como "Aquarius/Let the Sunshine In", "The Age of Aquarius" o "Let the Sunshine In") es un popurrí de dos canciones escritas para el musical de 1967 Hair por James Rado y Gerome Ragni (letras), y Galt MacDermot (música), grabado como sencillo por el conjunto americano de R&B The 5th Dimension.

## Detalles
La canción pasó seis semanas en el número uno en la lista de singles pop del Billboard Hot 100 en EE. UU. durante la primavera de 1969 y fue finalmente certificado disco de platino en los EE. UU. por la RIAA. El acompañamiento instrumental fue escrito por  Bill Holman y grabado por los músicos de sesión conocidos como The Wrecking Crew. La canción se grabó entre Los Ángeles y Las Vegas, y posteriormente se mezcló en el estudio.
Aparece en el número 66 en la lista de Billboard “Las Mejores Canciones de todos los tiempos".